# Breyer Mesa
Breyer Mesa är ett berg i Antarktis. Det ligger i den centrala delen av kontinenten. Nya Zeeland gör anspråk på området. Toppen på Breyer Mesa är 3 000 meter över havet.
Terrängen runt Breyer Mesa är bergig åt sydost, men åt nordväst är den kuperad. Trakten är obefolkad. Det finns inga samhällen i närheten.